# Liebenberg-Syndrom
Das Liebenberg-Syndrom ist eine angeborene Fehlbildung der oberen Extremität mit dysplastischem Ellbogengelenk, Veränderungen der Handwurzelknochen und Brachytelephalangie (verkürzten Fingerendgliedern).
Die Bezeichnung bezieht sich auf den Autor der Erstbeschreibung von 1973, den südafrikanischen Orthopäden F. Liebenberg.

## Verbreitung
Bislang wurden etwa 10 Fälle beschrieben, die Vererbung erfolgt autosomal-dominant.

## Ursache
Der Erkrankung liegen Mutationen im  PITX1-Gen auf Chromosom 5 am Genort q31.1 zugrunde.

## Klinische Erscheinungen
Klinische Kriterien sind:
- Flexionshaltung mit scheinbarer Luxation bei hypoplastischer Anlage des Ellenbogengelenkes mit verplumptem Radiuskopf
- Radialabweichung im Handgelenk aufgrund einer Synostose des Os triquetrum und Os pisiforme
- Kurze, aufgetriebene Endphalangen, eingesunkene Fingernägel